# Бёрд (остров, Сейшельские Острова)
Бёрд (англ. Bird Island, фр. Île aux Oiseaux) — коралловый остров в Индийском океане, самый северный в Сейшельском архипелаге.
Расположен примерно в 100 км к северу от острова Маэ. Составляет около 1,4 км в длину и 800 м в ширину. Площадь острова — 0,70 км². С востока и юга окружён коралловым рифом. Остров — довольно молодой, его возраст не превышает 4000 лет.
Остров был открыт в 1756 году. Своё название получил из-за большой колонии чёрных крачек, которые гнездятся на острове (более 700 000 пар). Они прилетают сюда в конце марта, в мае откладывают яйца и покидают остров в октябре. В конце XIX века здесь добывалось гуано. С 1896 по 1906 годы отсюда на Маврикий было вывезено 17 000 тонн этого удобрения. Также здесь существовала плантация кокосов, выращивались папайя и хлопок, что заставило местных птиц постепенно покинуть остров. С 1967 года островом владеет Майкл Беттс, который начал восстанавливать его экосистему. Здесь расположен небольшой отель Bird Island Lodge на 24 бунгало и метеостанция. Небольшой местный аэропорт обеспечивает авиасообщение с Маэ. Остров Бёрд входит в Международную ассоциацию по экотуризму Green Globe, а в 1994 году получил награду «Туризм будущего» от British Airways.